# باول هانسل
باول هانسل (بالألمانية: Paul Hensel)‏ (و. 1860 – 1930 م) هو اقتصادي، وفيلسوف، وأستاذ جامعي ألماني، ولد في كونيغسبرغ، توفي في إرلنغن، عن عمر يناهز 70 عاماً.